# Zecharja Gluska
Zecharja Gluska (hebr.: זכריה גלוסקא, ang.: Zecharia Glosca, ur. 1894 na terenie obecnego Jemenu, zm. 19 września 1960) – izraelski polityk, w latach 1949–1951 poseł do Knesetu z listy Związku Jemeńskiego.
Do Palestyny wyemigrował w 1909 roku. Był jednym z założycieli Histadrutu. W wyborach parlamentarnych w 1949 po raz i jedyny pierwszy dostał się do izraelskiego parlamentu jako jedyny przedstawiciel Związku Jemeńskiego.